# (13334) Tost
(13334) Tost est un astéroïde de la ceinture principale découvert le 17 septembre 1998 par le programme LONEOS.
Son aphélie est de 2,97 UA et son périhélie, de 2,12 UA. Il effectue une orbite complète autour du Soleil en 1 872 jours.